# Zahraniční vztahy Španělska

Státy, se kterými má Španělsko diplomatické vztahy.

Zahraniční vztahy Španělska byly postaveny na zahraničních vztazích Španělského impéria. Po zániku personální unie Kastilie a Aragonie, která následovala po společné vládě katolických panovníků, následovala anexe Granadského emirátu a Navarrského království. Koruna také po příjezdu Kolumba do Nového světa v roce 1492 vybudovala velkou koloniální říši v Americe.
Španělští habsburští panovníci vlastnili po celé Evropě velké majetky. Habsburská dynastie bojovala proti protestantské reformaci na kontinentu a dosáhla dynastického sjednocení říší Pyrenejského poloostrova tím, že v roce 1580 dala vzniknout personální unii mezi Španělskem a Portugalskem. Americké kolonie dodávaly drahé kovy, ale ty byly utraceny ve válkách vedených proti Francii v Itálii a jinde, stejně jako v konfliktech proti Osmanské říši, Anglii nebo v povstání ve Španělském Nizozemsku, Portugalsku (ztraceno po roce 1640) a Katalánsku. Pevninské Španělsko bylo hlavním dějištěm války o španělské dědictví (1701–1714), po níž dynastie Bourbonů upevnila vládu a zároveň odevzdala majetky v Itálii a Nizozemsku. Následné bylo podpořeno úzké propojení s Francouzským královstvím v průběhu 18. století. Během napoleonských válek bylo pevninské Španělsko okupováno Francouzskou říší (která dosadila loutkového vládce) a po povstání v roce 1808 se stalo hlavním dějištěm poloostrovní války. Téměř všechny španělské kolonie získaly nezávislost na počátku 19. století. Ještě si udrželo Kubu, Portoriko a Filipíny, které byly ale ztraceny v roce 1898 po španělsko-americké válce a, v souladu s dalekosáhlým úsilím ostatních evropských mocností, si Španělsko začalo udržovat koloniální přítomnost na africkém kontinentu, nejvíce v Západní Sahaře a Rovníkové Guineji. Také zasáhlo ve Vietnamu po boku Francie a zapojilo se do záležitostí bývalé kolonie Santo Domingo, která se nakrátko vrátila pod španělskou kontrolu. Po vytvoření španělského protektorátu v severním Maroku došlo na počátku 20. století k vyčerpávajícímu konfliktu proti rífskému antikoloniálnímu odporu. Španělsko se během první světové války drželo statusu neutrality.
Španělská občanská válka v letech 1936–1939 se stala zástupnou válkou mezi mocnostmi osy Německem, Itálií a Sovětským svazem (který prohrál). Válka začala zavedením diktatury Francisca Franca, která trvala až do roku 1975. Po druhé světové válce byla uzavřena řada mnohostranných dohod a institucí konfigurujících to, co je dnes známé jako západní Evropa. Vojenské dohody se Spojenými státy z roku 1953 znamenaly přijetí bezprecedentních podmínek ve vztahu k (mírovému) vojenskému nasazení cizí mocnosti na španělské půdě. Španělsko vstoupilo do OSN v roce 1955 a do MMF v roce 1958. V posledních záchvěvech diktatury probíhala špatně řízená dekolonizace španělské Sahary s marockou invazí na toto území v roce 1975 a jeho údajným rozdělením mezi Maroko a Mauritánii, což vyvolalo vleklý, dodnes trvající konflikt, který postavil saharskou národně osvobozeneckou frontu Polisario proti Maroku a (krátce) Mauritánii. Španělsko vstoupilo do NATO (1982) a Evropských společenství (1986).
V širokém spektru otázek Španělsko často dává přednost koordinaci svého úsilí se svými partnery v EU prostřednictvím mechanismů evropské politické spolupráce.

## Dějiny
V roce 218 př. n. l. napadli Římané Pyrenejský poloostrov, který se později stal římskou provincií Hispánie. Římané zavedli latinu, předchůdce současné španělštiny a italštiny. Pyrenejský poloostrov zůstal pod římskou nadvládou přes 600 let, až do pádu Západořímské říše.
V raném novověku, až do 18. století, byla jižní a ostrovní Itálie pod španělskou kontrolou, předtím byla doménou Aragonské koruny.

### Karel V.
Karel V. (1500–1558) zdědil rozsáhlé země v západní Evropě a Americe a rozšířil je častými válkami. Mimo jiné byl od roku 1516 španělským králem a od roku 1519 císařem Svaté říše římské a rakouským arcivévodou. Během první poloviny 16. století byl hlavou rodu Habsburků a jeho panství v Evropě sahalo od Německa po severní Itálii s přímou vládou nad rakouskými dědičnými zeměmi a burgundskou nížinou a sjednoceným Španělskem s jihoitalskými královstvími Neapole, Sicílie a Sardinie. Jeho velkým nepřítelem na souši byla Francie, ve Středozemním moři to byla Osmanská říše, která se občas stala spojencem Francie. Součástí koalice proti němu občas byly Anglie a papežství. Velká část jeho pozornosti se soustředila na války v Itálii. Na sněmu v Augsburgu (1547) zajistil uznání, že Nizozemí je pod habsburskou nadvládu. Nicméně Karel byl silný katolík a severní Nizozemsko bylo protestantské. On a jeho španělští dědici bojovali celé století proti nizozemské nezávislosti; navzdory obrovským nákladům neuspěli.

### Filip III., 1598–1621

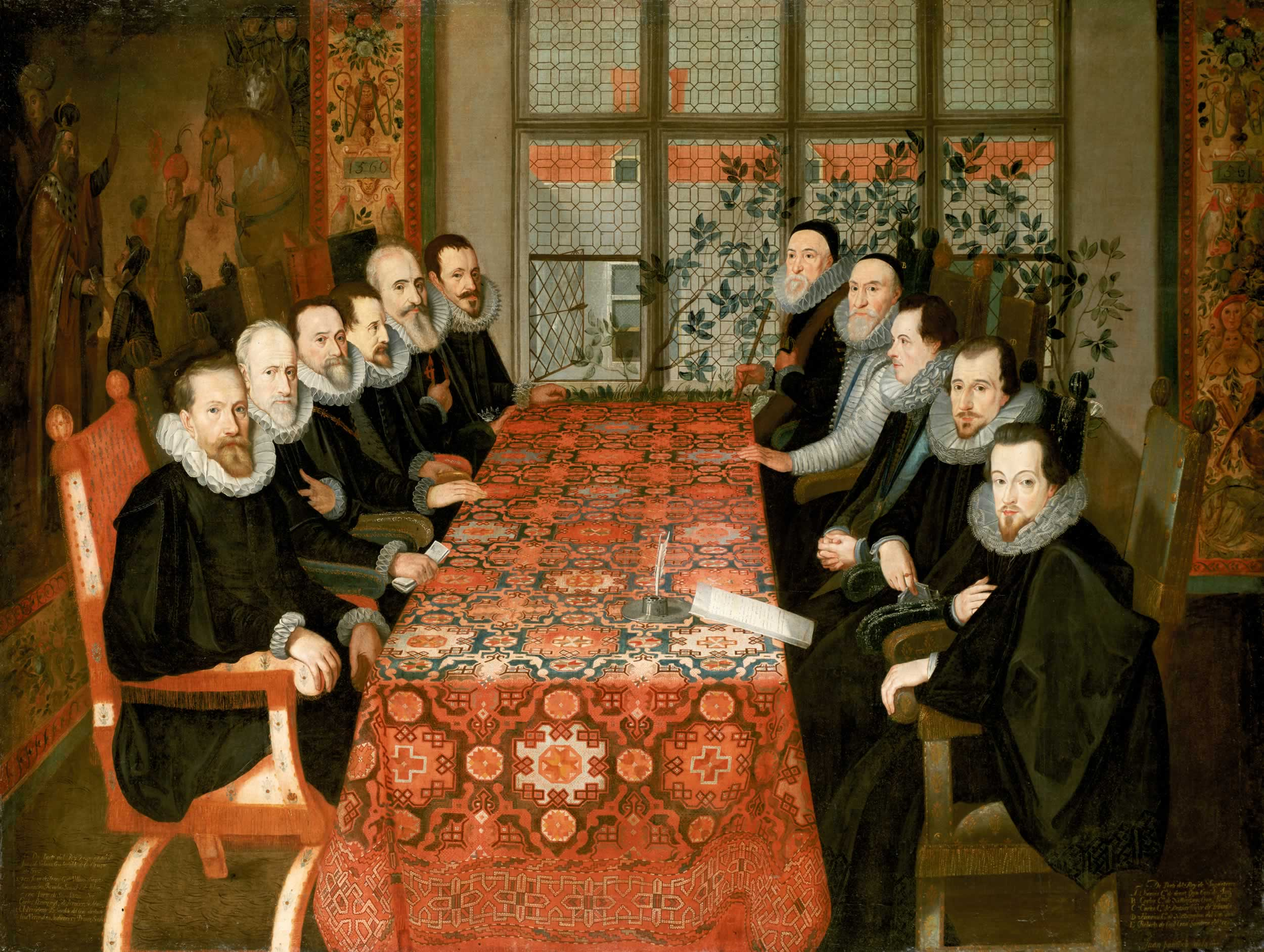
Konference v Somerset House mezi anglickými a španělskými diplomaty, která ukončila anglo-španělskou válku (1585–1604).

Filip III. má špatnou pověst, co se týče domácí i zahraniční politiky. Po otci zdědil dva velké konflikty. První z nich, dlouhotrvající nizozemské povstání, představovalo vážnou výzvu pro španělskou moc ze strany protestantských Spojených provincií v klíčové části Španělského impéria. Druhý, anglo-španělská válka, byl novější a méně kritický konflikt s protestantskou Anglií.
Filipovu vlastní zahraniční politiku lze rozdělit do tří fází. Prvních devět let své vlády uplatňoval vysoce agresivní politiku, jejímž cílem bylo dosáhnout „velkého vítězství“. Pokyny jeho nejdůležitějšímu poradci vévodovi z Lermy, aby vedl válku „krve a železa“ proti jeho vzpurným poddaným v Nizozemsku, to odráží. Po roce 1609 bylo evidentní, že je Španělsko finančně vyčerpané a Filip se s Nizozemci snažil vyjednat příměří. Následovalo období stažení; v pozadí však napětí nadále rostlo a už v roce 1618 byly politiky Filipových „prokonzulů“ stále více v rozporu s de Lermovou politikou.

### Válka o španělské dědictví a následující období, 1701–1759

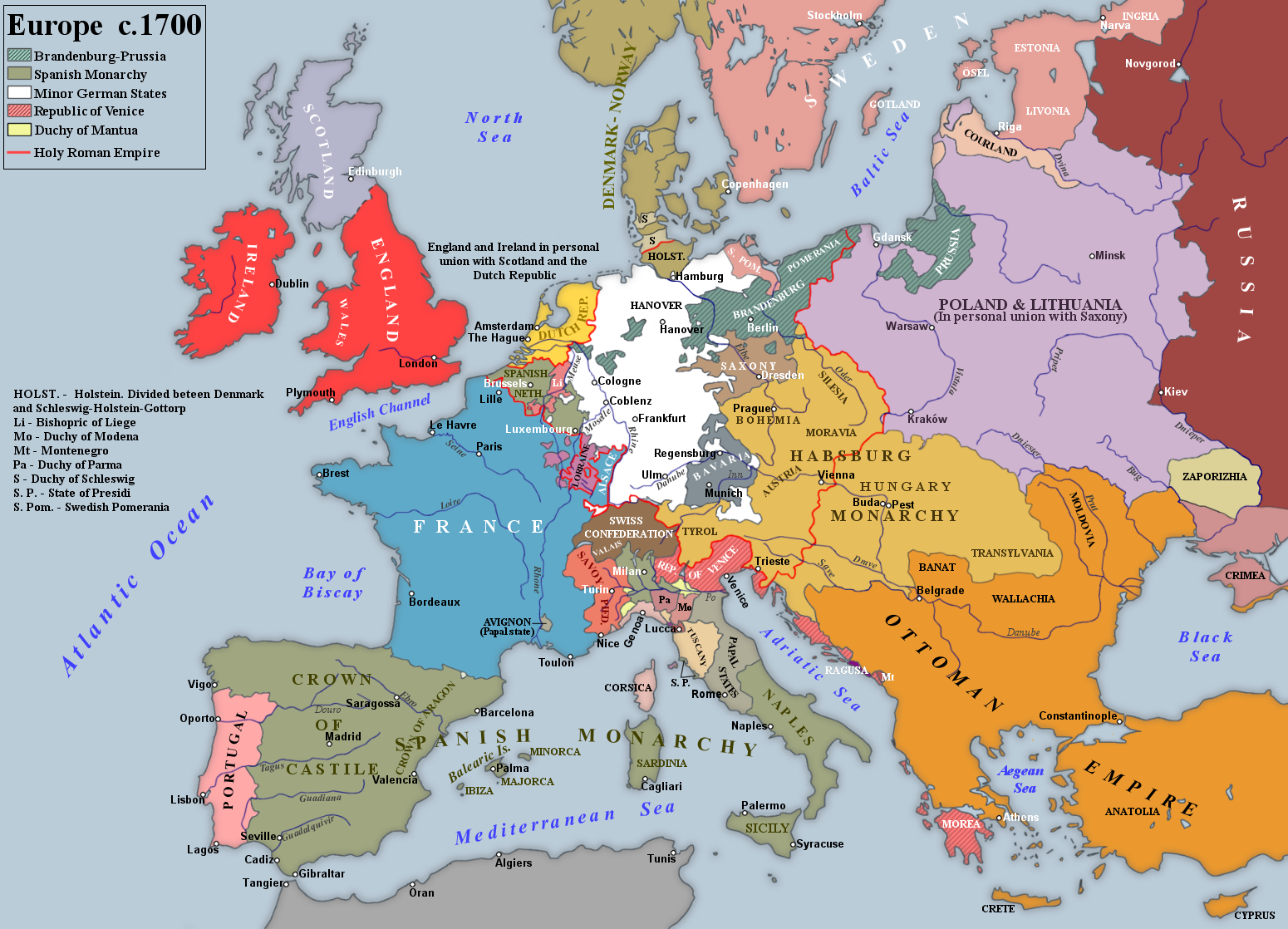
Evropa v roce 1701 na začátku války o španělské dědictví

Ve válce o španělské dědictví (1701–1714) bojovaly tři evropské mocnosti o to, který král bude vládnout Španělsku. Zpočátku se většina bitev odehrávala mimo Španělsko. V roce 1704 však Španělsko napadli Němci (oficiálně Svatá říše římská včetně habsburského Rakouska a Pruska a také další menší německé státy), Velká Británie, Nizozemská republika, Savojské vévodství a Portugalsko. Útočníci chtěli udělat krále z kandidáta Habsburků namísto úřadujícího Filipa V., který byl vnukem mocného francouzského krále Ludvíka XIV. a kandidátem rodu Bourbonů. Španělsko nemělo žádnou skutečnou armádu, ale jeho obrana byla pro Ludvíka XIV. vysokou prioritou. Vyslal francouzskou armádu a po ničivé občanské válce nakonec útočníky ze Španělska vyhnal.
Po letech válčení a měnících se koalic konečným výsledkem bylo, že Filip V. zůstal králem. V praxi vládla Španělsku od roku 1714 do roku 1746 jeho manželka Alžběta Parmská, která se více zajímala o Itálii než o Španělsko. Španělsko nebylo ani pozváno k uzavření mírových smluv (Utrechtský mír), které znemožňovaly jakoukoli budoucí možnost sjednocení francouzské a španělské koruny. Hlavním vítězem byla Británie. Británie získala od Španělska Minorcu a Gibraltar a také právo prodávat otroky španělským koloniím. Británie také od Francie získala Newfoundland a Nové Skotsko. Španělsko si ponechalo své americké kolonie, ale ztratilo své evropské državy v Itálii a Španělském Nizozemí (moderní Belgii), většinou ve prospěch Rakouska. Španělsko nakrátko získalo zpět některé italské državy, dokud Britové v roce 1718 nepotopili jeho flotilu. Alžbětě Parmské se podařilo dobýt zpět Neapol a Sicílii. Na trůn tam dosadila svého syna. V roce 1759 abdikoval, aby se mohl vrátit do Madridu jako král Karel III. Španělský.

### Americká válka za nezávislost, 1775–1783
Francie dychtivá se pomstít Britům za porážku během sedmileté války, nabídla podporu rebelujícím americkým kolonistům usilujícím o nezávislost na Británii během americké války za nezávislost a v roce 1778 vstoupila do války na jejich straně. Poté naléhala na Španělsko, aby udělalo totéž, v naději, že společně budou natolik silní, aby překonaly britské královské námořnictvo a byli schopni napadnout Anglii. V roce 1779 se Španělsko zapojilo do války v naději, že využije podstatné oslabení Británie. Španělsko nedůvěřovalo republikám a oficiálně nové Spojené státy americké neuznalo.
Dobře organizovaná jednotka pod vedením Bernarda de Gálveze operující ze španělské Louisiany opakovaně zaútočila na britské kolonie v Karibiku a Mexickém zálivu. Proti slabým britským posádkám snadno zvítězili a plánovali výpravu na Jamajku, ale v roce 1783 byl vyhlášen mír.
Nejvyšší prioritou Španělska bylo získat od Británie zpět Gibraltar. Navzdory dlouhému obléhání se tamní britská posádka dokázala udržet a Gibraltar zůstal v britských rukou i po uzavření Pařížské smlouvě. Na rozdíl od svých francouzských spojenců (pro které byla válka z velké části finanční i vojenskou katastrofou), Španělé dosáhli řady územních zisků a znovu získali Floridu a Menorku.

### 20. století
Španělsko, neutrální země během první světové války, nebylo pozváno k účasti na pařížské mírové konferenci v roce 1919 kvůli relativně nízkému zapojování země do mezinárodních záležitostí. Bylo však pozváno, aby se jako nestálý člen připojilo ke Společnosti národů. Formálně tak učinilo 14. srpna 1919.

## Regionální vztahy

### Latinská Amerika

#### Iberoamerická vize
Španělsko si se španělsky mluvícími zeměmi zachovalo speciální identitu. Jeho politika klade důraz na koncept iberoamerické komunity, v podstatě na obnovu historicky liberálního konceptu „hispano-amerikanismu“, který se snaží propojit Pyrenejský poloostrov se španělsky mluvícími zeměmi ve Střední a Jižní Americe prostřednictvím jazyka, obchodu, historie a kultury. Španělsko se stalo dobrým příkladem přechodu od diktatury k demokracii, jak ukazují četné cesty, které do regionu podnikli španělský král a premiéři.

#### Trendy v diplomatických vztazích
Španělsko udržuje programy hospodářské a technické spolupráce a kulturní výměny se zeměmi Latinské Ameriky, a to jak bilaterálně, tak v rámci EU. Během vlády José Maríi Aznara se španělské vztahy se zeměmi jako Mexiko, Venezuela a Kuba zhoršily. Naopak vztahy s ostatními zeměmi jako Kolumbie, Dominikánská republika a několika středoamerickými zeměmi byly na historicky nejlepší úrovni. Vítězství José Luise Rodrígueze Zapatera ve všeobecných volbách v roce 2004 toto nastavení změnilo. Navzdory dlouhodobým úzkým jazykovým, ekonomickým a kulturním vztahům s většinou Latinské Ameriky nebyly některé aspekty španělské zahraniční politiky během této doby, jako například její podpora války v Iráku, podporovány.

### Subsaharská Afrika
Španělsko postupně začalo rozšiřovat své kontakty se subsaharskou Afrikou. Má zvláštní zájem o svou bývalou kolonii Rovníkovou Guineu. V poslední době usiluje o užší vztahy se Senegalem, Mauritánií, Mali a dalšími, aby vyřešilo problém nelegálního přistěhovalectví na Kanárské ostrovy.

## Bilaterální vztahy

### Afrika
| Stát                           | Datum zahájení formálních vztahů | Poznámky |
| ------------------------------ | -------------------------------- | --- |
| Alžírsko                       |                                  | - Alžírsko má velvyslanectví v Madridu a generální konzuláty v Alicante a Barceloně. - Španělsko má velvyslanectví v Alžíru a generální konzulát v Oranu. |
| Angola                         | 19. října 1977                   | - Angola má velvyslanectví v Madridu. - Španělsko má velvyslanectví v Luandě. |
| Burkina Faso                   |                                  | |
| Čad                            |                                  | - Čad má velvyslanectví pro Španělsko v Paříži ve Francii. - Španělsko má velvyslanectví pro Čad v Yaoundé v Kamerunu. |
| Kamerun                        |                                  | - Kamerun má velvyslanectví v Madridu. - Španělsko má velvyslanectví v Yaoundé. |
| Egypt                          |                                  | - Egypt má velvyslanectví v Madridu. - Španělsko má velvyslanectví v Káhiře. |
| Etiopie                        |                                  | - Etiopie má velvyslanectví pro Španělsko v Paříži ve Francii. - Španělsko má velvyslanectví v Addis Abebě. |
| Gabon                          |                                  | - Gabon má velvyslanectví v Madridu. - Španělsko má velvyslanectví v Libreville. |
| Gambie                         |                                  | - Gambie má velvyslanectví v Madridu. - Španělsko má kancelář velvyslanectví v Banjulu. |
| Ghana                          |                                  | - Ghana má velvyslanectví v Madridu. - Španělsko má velvyslanectví v Akkře. |
| Guinea                         |                                  | - Guinea má velvyslanectví v Madridu. - Španělsko má velvyslanectví v Konakry. |
| Guinea-Bissau                  |                                  | - Guinea-Bissau má velvyslanectví v Madridu. - Španělsko má velvyslanectví v Bissau. |
| Jižní Afrika                   |                                  | - Jihoafrická republika má velvyslanectví v Madridu. - Španělsko má velvyslanectví v Pretorii a generální konzulát v Kapském Městě. |
| Keňa                           |                                  | - Keňa má velvyslanectví v Madridu. - Španělsko má velvyslanectví v Nairobi. |
| Konžská demokratická republika |                                  | - DR Kongo má velvyslanectví v Madridu. - Španělsko má velvyslanectví v Kinshase. |
| Libérie                        |                                  | |
| Libye                          |                                  | - Libye má velvyslanectví v Madridu. - Španělsko má velvyslanectví v Tripolisu. |
| Madagaskar                     |                                  | - Madagaskar má velvyslanectví pro Španělsko v Paříži ve Francii. - Španělsko má velvyslanectví pro Madagaskar v Pretorii v Jihoafrické republice. |
| Mali                           |                                  | - Mali má velvyslanectví v Madridu. - Španělsko má velvyslanectví v Bamaku. |
| Mauritánie                     |                                  | - Mauritánie má velvyslanectví v Madridu a generální konzulát v Las Palmas. - Španělsko má velvyslanectví v Nuakšottu a generální konzulát v Nuadhibú. |
| Maroko                         |                                  | Španělsko má v Maroku několik zájmů. To je dáno geografickou blízkostí a dlouhými historickými kontakty, stejně jako dvěma španělskými enklávami Ceutou a Melillou na severním pobřeží Afriky. - Maroko má velvyslanectví v Madridu a generální konzuláty v Algeciras, Almeríi, Barceloně, Bilbau, Las Palmas, Seville, Tarragoně a Valencii. - Španělsko má velvyslanectví v Rabatu a generální konzuláty v Agádíru, Casablance, Nadoru, Tangeru a Tetuánu a konzulát v Larache. |
| Mosambik                       |                                  | - Mosambik má velvyslanectví v Madridu. - Španělsko má velvyslanectví v Maputu. |
| Namibie                        |                                  | - Namibie má velvyslanectví pro Španělsko v Paříži ve Francii. - Španělsko má velvyslanectví ve Windhoeku. |
| Niger                          |                                  | - Niger má velvyslanectví pro Španělsko v Paříži ve Francii. - Španělsko má velvyslanectví v Niamey. |
| Nigérie                        |                                  | - Nigérie má velvyslanectví v Madridu. - Španělsko má velvyslanectví v Abuji a generální konzulát v Lagosu. |
| Pobřeží slonoviny              |                                  | - Pobřeží slonoviny má velvyslanectví v Madridu. - Španělsko má velvyslanectví v Abižanu. |
| Rovníková Guinea               | 12. října 1968                   | - Rovníková Guinea má velvyslanectví v Madridu a konzulát v Las Palmas. - Španělsko má velvyslanectví v Malabu a generální konzulát v Batě. |
| Senegal                        |                                  | - Senegal má velvyslanectví v Madridu. - Španělsko má velvyslanectví v Dakaru. |
| Súdán                          |                                  | - Súdán má velvyslanectví v Madridu. - Španělsko má velvyslanectví v Chartúmu. |
| Tanzanie                       |                                  | - Španělsko má velvyslanectví v Dar es Salaamu. - Tanzanie má velvyslanectví pro Španělsko v Paříži ve Francii. |
| Tunisko                        |                                  | - Španělsko má velvyslanectví v Tunisu. - Tunisko má velvyslanectví v Madridu. |
| Zambie                         |                                  | - Španělsko v Zambii nemá žádné velvyslanectví, ale má honorární konzulát v Lusace. Zambie má velvyslanectví pro Španělsko v Paříži ve Francii. - Zambie má velvyslanectví pro Španělsko v Harare v Zimbabwe. |
| Západní Sahara                 |                                  | - Saharská arabská demokratická republika má stálou delegaci v Madridu a Barceloně. |
| Zimbabwe                       |                                  | - Španělsko má velvyslanectví v Harare. - Zimbabwe má velvyslanectví pro Španělsko v Paříži ve Francii. |

### Amerika
| Stát                   | Datum zahájení formálních vztahů | Poznámky |
| ---------------------- | -------------------------------- | --- |
| Antigua a Barbuda      |                                  | - Antigua a Barbuda má velvyslanectví v Madridu. - Španělsko má velvyslanectví pro Antiguu a Barbudu v Kingstonu na Jamajce. |
| Argentina              | 1863                             | - Argentina má velvyslanectví v Madridu a generální konzuláty v Barceloně a Vigu a konzuláty v Cádizu, Palma de Mallorce a Santa Cruz de Tenerife. - Španělsko má velvyslanectví v Buenos Aires a generální konzuláty v Bahía Blance, Córdobě, Mendoze a v Rosariu. - Španělské ministerstvo zahraničních věcí o bilaterálních a obchodních vztazích mezi Španělskem a Argentinou (španělsky) |
| Bahamy                 |                                  | |
| Barbados               |                                  | |
| Belize                 | 13. ledna 1989                   | - Belize má velvyslanectví pro Španělsko v Bruselu v Belgii. - Španělsko má velvyslanectví pro Belizi v Ciudad de Guatemala v Guatemale. |
| Bolívie                | 1847                             | Diplomatická krize s Bolívií v roce 2005 způsobená nedorozuměním byla Zapaterem rychle vyřešena a Španělsko se stalo první evropskou zemí, kterou Evo Morales 4. ledna 2006 navštívil. Bolivijský prezident Evo Morales se během návštěvy Španělska v září 2009 setkal s králem Juanem Carlosem a jednal s premiérem José Luisem Rodriguezem Zapaterem s cílem vyřešit otázky týkající se znárodnění bolivijského energetického sektoru. - Bolívie má velvyslanectví v Madridu a generální konzulát v Barceloně a konzuláty v Bilbau, Murcii, Seville a Valencii a vicekonzulát v Palmě. - Španělsko má velvyslanectví v La Paz a generální konzulát v Santa Cruz de la Sierra. |
| Brazílie               | 1834                             | - Brazílie má velvyslanectví v Madridu a generální konzulát v Barceloně. - Španělsko má velvyslanectví v Brasílii a generální konzuláty v Porto Alegre, Rio de Janeiru, Salvadoru a São Paulu. |
| Dominikánská republika | 1855                             | - Dominikánská republika má velvyslanectví v Madridu a generální konzuláty v Barceloně a Santa Cruz de Tenerife a konzuláty v Seville a Valencii. - Španělsko má velvyslanectví v Santo Domingu. |
| Ekvádor                | 1840                             | - Ekvádor má velvyslanectví v Madridu a generální konzuláty v Alicante, Barceloně, Málaze, Murcii, Palmě de Mallorca a Valencii. - Španělsko má velvyslanectví v Quitu a generální konzulát v Guayaquilu. - Obě země jsou členy Organizace iberoamerických států. |
| Guatemala              | 1838                             | - Guatemala má velvyslanectví v Madridu. - Španělsko má velvyslanectví v Ciudad de Guatemala. - See also: Spaniards in Guatemala |
| Haiti                  | 1. dubna 1939                    | - Haiti má velvyslanectví v Madridu. - Španělsko má velvyslanectví v Port-au-Prince. |
| Honduras               | 17. listopadu 1894               | - Honduras má velvyslanectví v Madridu a generální konzulát v Barceloně. - Španělsko má velvyslanectví v Tegucigalpě. |
| Chile                  | 1844                             | - Chile má velvyslanectví v Madridu a generální konzulát v Barceloně. - Španělsko má velvyslanectví v Santiagu. Oba národy jsou členy Organizace pro hospodářskou spolupráci a rozvoj. |
| Jamajka                |                                  | - Jamajka má velvyslanectví pro Španělsko v Bruselu v Belgii. - Španělsko má velvyslanectví v Kingstonu. |
| Kanada                 | červenec 1935                    | - Kanada má velvyslanectví v Madridu a konzuláty v Barceloně a Málaze. - Španělsko má velvyslanectví v Ottawě a generální konzuláty v Montréalu a Torontu. |
| Kolumbie               | 1881                             | - Kolumbie má velvyslanectví v Madridu a generální konzuláty v Barceloně a Seville a konzuláty v Bilbau, Las Palmas de Gran Canaria, Palma de Mallorce a Valencii. - Španělsko má velvyslanectví v Bogotě. |
| Kostarika              | 10. května 1850                  | - Kostarika má velvyslanectví v Madridu. - Španělsko má velvyslanectví v San José. |
| Kuba                   | 1902                             | - Kuba má velvyslanectví v Madridu a generální konzuláty v Barceloně, Las Palmas de Gran Canaria, Santiagu de Compostela a Seville. - Španělsko má velvyslanectví v Havaně. |
| Mexiko                 | 26. prosince 1836                | - Mexiko má velvyslanectví v Madridu a konzulát v Barceloně. - Španělsko má velvyslanectví v Ciudad de México a generální konzuláty v Guadalajare a v Monterrey. - Obě země jsou členy Organizace iberoamerických států a Organizace pro hospodářskou spolupráci a rozvoj. - Během španělské občanské války se mexičtí dobrovolníci připojili k republikánské vládě a bojovali proti Franciscu Francovi. Ačkoli republikáni válku prohráli, pomohlo to zlepšit vztahy mezi oběma zeměmi. Mnoho španělských přistěhovalců se také přistěhovalo do Mexika, aby válce unikli. - Mexické ministerstvo zahraničních věcí o bilaterálních vztazích mezi Mexikem a Španělskem (španělsky) Archivováno 4. 3. 2016 na Wayback Machine. - Španělské ministerstvo zahraničních věcí o bilaterálních a obchodních vztazích mezi Španělskem a Mexikem (španělsky) |
| Nikaragua              | 20. března 1851                  | - Nikaragua má velvyslanectví v Madridu. - Španělsko má velvyslanectví v Manague. |
| Panama                 | květen 1904                      | - Panama má velvyslanectví v Madridu a generální konzuláty v A Coruñě, Barceloně, Las Palmas a Valencii. - Španělsko má velvyslanectví v Panamě. |
| Paraguay               | 10. září 1880                    | - Paraguay má velvyslanectví v Madridu a generální konzulát v Barceloně a Málaze. - Španělsko má velvyslanectví v Asunciónu. - Obě země jsou řádnými členy Latinské unie, Asociace španělských jazykových akademií a Organizace iberoamerických států. - Španělské ministerstvo zahraničí o vztahu s Paraguayí (španělsky) |
| Peru                   | 1879                             | - Peru má velvyslanectví v Madridu a generální konzuláty v Barceloně, Bilbau, Seville a Valencii. - Španělsko má velvyslanectví v Limě. - Obě země jsou řádnými členy Asociace španělských jazykových akademií a Organizace iberoamerických států. |
| Salvador               | 24. června 1865                  | - Salvador má velvyslanectví v Madridu a generální konzuláty v Barceloně a Seville. - Španělsko má velvyslanectví v San Salvadoru. |
| Spojené státy americké |                                  | Za vlády José Maríi Aznara si Španělsko s USA vytvořilo mimořádně dobré vztahy, z velké části díky dobrým osobním vztahům mezi Aznarem a Georgem W. Bushem. Po Zapaterově rozhodnutí stáhnout španělské jednotky z Iráku bezprostředně po všeobecných volbách v roce 2004 se vztahy podle očekávání zhoršily, ačkoli důležité obchodní vazby zůstaly nedotčeny. Když byl zvolen prezident Barack Obama, vyjádřil přání posílit spolupráci mezi oběma zeměmi. - Španělsko má velvyslanectví ve Washingtonu, D.C. a generální konzuláty v Bostonu, Chicagu, Houstonu, Los Angeles, Miami, New Yorku, San Franciscu a v San Juanu. - Spojené státy americké mají velvyslanectví v Madridu a generální konzulát v Barceloně. |
| Trinidad a Tobago      |                                  | - Španělsko má velvyslanectví v Port of Spain. - Trinidad a Tobago má velvyslanectví pro Španělsko v Bruselu v Belgii. |
| Uruguay                | 19. července 1870                | - Uruguay má velvyslanectví v Madridu a generální konzuláty v Barceloně, Las Palmas de Gran Canaria, Santiagu de Compostela a Valencii. - Španělsko má velvyslanectví v Montevideu. - Obě země jsou řádnými členy Latinské unie, Asociace španělských jazykových akademií a Organizace iberoamerických států. - Španělské ministerstvo zahraničí o bilaterálních vztazích s Uruguayí (španělsky) |
| Venezuela              | 1846                             | - Venezuela má velvyslanectví v Madridu a generální konzuláty v Barceloně, Bilbau, Santa Cruz de Tenerife a Vigu. - Španělsko má velvyslanectví v Caracasu. |

### Asie
| Stát                    | Datum zahájení formálních vztahů | Poznámky |
| ----------------------- | -------------------------------- | --- |
| Afghánistán             |                                  | - Afghánistán má velvyslanectví v Madridu. - Španělsko uzavřelo své velvyslanectví v Kábulu v srpnu 2021. |
| Arménie                 |                                  | - Arménie má velvyslanectví v Madridu. - Španělsko má velvyslanectví pro Arménii v Moskvě v Rusku a udržuje si honorární konzulát v Jerevanu. - Ve Španělsku, zejména ve Valencii a Barceloně, žije kolem 42 000 lidí arménského původu. - Španělské ministerstvo zahraničních věcí a spolupráce o vztahu s Arménií (španělsky) |
| Ázerbájdžán             |                                  | - Ázerbájdžán má velvyslanectví v Madridu. - Španělsko má kancelář velvyslanectví v Baku. |
| Bahrajn                 |                                  | |
| Bangladéš               |                                  | |
| Bhútán                  |                                  | |
| Čína                    |                                  | - Čína má velvyslanectví v Madridu a generální konzulát v Barceloně. - Španělsko má velvyslanectví v Pekingu a generální konzuláty v Kantonu, Hongkongu a Šanghaji. |
| Filipíny                |                                  | - Filipíny mají velvyslanectví v Madridu. - Španělsko má velvyslanectví v Manile. |
| Gruzie                  |                                  | - Gruzie má velvyslanectví v Madridu. - Španělsko má velvyslanectví pro Gruzii v Ankaře v Turecku. |
| Indie                   | 1956                             | - Indie má velvyslanectví v Madridu a dva generální honorární konzuláty v Barceloně a Las Palmas. - Španělsko má velvyslanectví v Novém Dillí a generální konzulát v Bombaji. |
| Indonésie               |                                  | - Indonésie má velvyslanectví v Madridu. - Španělsko má velvyslanectví v Jakartě. |
| Irák                    |                                  | - Irák má velvyslanectví v Madridu. - Španělsko má velvyslanectví v Bagdádu. |
| Izrael                  | 1975                             | - Izrael má velvyslanectví v Madridu. - Španělsko má velvyslanectví v Tel Avivu a generální konzulát v Jeruzalémě. - Obě země jsou řádnými členy Unie pro Středomoří. - Španělské ministerstvo zahraničních věcí o vztazích s Izraelem (španělsky) |
| Írán                    |                                  | - Írán má velvyslanectví v Madridu. - Španělsko má velvyslanectví v Teheránu. |
| Japonsko                | 12. listopadu 1868               | - Japonsko má velvyslanectví v Madridu, generální konzulát v Barceloně a konzulát v Las Palmas. - Španělsko má velvyslanectví v Tokiu. |
| Jemen                   |                                  | |
| Jižní Korea             | 7. března 1950                   | Korejská republika a Španělské královstvím navázaly diplomatické vztahy 7. března 1950. - Normalizací diplomatických vztahů s Jihokorejskou republikou dne 7. března 1950 Španělsko dokončilo proces univerzalizace svých diplomatických vztahů. - První náměstek ministra zahraničních věcí Čo Tae-jong se 1. června v Madridu setkal se svým španělským protějškem ministrem zahraničních věcí Ignaciem Ybáñezem Rubiem. Na setkání obě strany diskutovaly o způsobech, jak posílit bilaterální spolupráci. - Obě země podepsaly 18. prosince 2017 dohodu o pracovním prázdninovém vízovém programu. - Jižní Korea má velvyslanectví v Madridu. - Španělsko má velvyslanectví v Soulu. - Španělské ministerstvo zahraničních věcí o vztazích s Jižní Koreou (španělsky) Archivováno 21. 11. 2019 na Wayback Machine. |
| Jordánsko               |                                  | - Jordánsko má velvyslanectví v Madridu. - Španělsko má velvyslanectví v Ammánu. |
| Katar                   |                                  | - Katar má velvyslanectví v Madridu. - Španělsko má velvyslanectví v Dauhá. |
| Kazachstán              | 11. února 1992                   | - Kazachstán má velvyslanectví v Madridu. - Španělsko má velvyslanectví v Nur-Sultanu. |
| Kuvajt                  |                                  | - Kuvajt má velvyslanectví v Madridu. - Španělsko má velvyslanectví v Kuvajtu. |
| Kyrgyzstán              |                                  | - Španělsko má velvyslanectví pro Kyrgyzstán v Almaty v Kazachstánu. - Kyrgyzstán nemá velvyslanectví pro Španělsko. |
| Libanon                 |                                  | - Libanon má velvyslanectví v Madridu. - Španělsko má velvyslanectví v Bejrútu. |
| Malajsie                | 12. května 1967                  | - Malajsie má velvyslanectví v Madridu. - Španělsko má velvyslanectví v Kuala Lumpur. |
| Mongolsko               |                                  | - Mongolsko má velvyslanectví pro Španělsko v Paříži ve Francii. - Španělsko má velvyslanectví pro Mongolsko v Pekingu v Číně. |
| Pákistán                |                                  | Pákistán a Španělsko mají mimořádně srdečné a přátelské vztahy. Tyto vztahy byly navázány koncem 50. let. Pákistánci tvoří největší asijskou přistěhovaleckou komunitu ve Španělsku. - Pákistán má velvyslanectví v Madridu a generální konzulát v Barceloně. - Španělsko má velvyslanectví v Islámábádu a honorární konzuláty v Karáčí a Láhauru. |
| Saúdská Arábie          |                                  | - Saúdská Arábie má velvyslanectví v Madridu a generální konzulát v Málaze. - Španělsko má velvyslanectví v Rijádu. |
| Severní Korea           | 7. února 2001                    | - Severní Korea má velvyslanectví v Madridu. - Španělsko má velvyslanectví pro Severní Koreu v Pekingu v Číně. |
| Spojené arabské emiráty |                                  | - Španělsko má velvyslanectví v Abú Zabí. - Spojené arabské emiráty mají velvyslanectví v Madridu. |
| Tádžikistán             | 4. srpna 1992                    | - Španělsko má velvyslanectví pro Tádžikistán v Nur-Sultanu v Kazachstánu. - Tádžikistán má velvyslanectví pro Španělsko v Ženevě ve Švýcarsku. |
| Thajsko                 |                                  | - Španělsko má velvyslanectví v Bangkoku. - Thajsko má velvyslanectví v Madridu. |
| Tchaj-wan               |                                  | - Španělsko má obchodní komoru v Tchaj-peji. - Tchaj-wan má Tchajpejskou ekonomickou a kulturní kancelář v Madridu. |
| Turecko                 |                                  | - Obě země jsou řádnými členy NATO a Unie pro Středomoří. Španělsko je také členem EU a Turecko je kandidátem. - Španělsko má velvyslanectví v Ankaře a generální konzulát v Istanbulu. - Turecko má velvyslanectví v Madridu a generální konzulát v Barceloně. - Turecké ministerstvo zahraničních věcí o vztazích se Španělskem |
| Uzbekistán              |                                  | - Španělsko má velvyslanectví pro Uzbekistán v Moskvě v Rusku. - Uzbekistán má velvyslanectví v Madridu. |
| Vietnam                 |                                  | - Španělsko má velvyslanectví v Hanoji. - Vietnam má velvyslanectví v Madridu. |
| Východní Timor          |                                  | - Východní Timor má velvyslanectví pro Španělsko v Lisabonu v Portugalsku. - Španělsko má velvyslanectví pro Východní Timor v Jakartě v Indonésii. |

### Evropa
| Stát                | Datum zahájení formálních vztahů | Poznámky |
| ------------------- | -------------------------------- | --- |
| Albánie             | 12. září 1986                    | - Albánie má velvyslanectví v Madridu. - Španělsko má velvyslanectví v Tiraně. |
| Andorra             |                                  | - Andorra má velvyslanectví v Madridu. - Španělsko má velvyslanectví v Andoře la Velle. |
| Belgie              |                                  | - Belgie má velvyslanectví v Madridu. - Španělsko má velvyslanectví v Bruselu. - Obě země jsou řádnými členy Evropské unie a NATO. |
| Bělorusko           | 13. února 1992                   | - Bělorusko má velvyslanectví v Madridu. - Španělsko má velvyslanectví pro Bělorusko v Moskvě v Rusku. - Obě země jsou řádnými členy Organizace pro bezpečnost a spolupráci v Evropě. - Španělské ministerstvo zahraničních věcí a spolupráce o vztazích s Běloruskem (španělsky) |
| Bosna a Hercegovina |                                  | - Bosna a Hercegovina má velvyslanectví v Madridu. - Španělsko má velvyslanectví v Sarajevu. |
| Bulharsko           | 8. května 1810                   | - Vztahy byly přerušeny v roce 1946 a obnoveny v roce 1970 na úrovni konzulárního úřadu a obchodní mise. - Od 27. ledna 1970 byly diplomatické styky povýšeny na velvyslaneckou úroveň. - Bulharsko má velvyslanectví v Madridu a honorární konzulát v Barceloně. - Španělsko má velvyslanectví v Sofii. - Obě země jsou řádnými členy Evropské unie a NATO. - Španělské ministerstvo zahraničních věcí o vztazích s Bulharskem (španělsky) |
| Černá Hora          |                                  | |
| Česko               |                                  | - Česká republika má velvyslanectví v Madridu. - Španělsko má velvyslanectví v Praze. - Obě země jsou řádnými členy Evropské unie a NATO. |
| Dánsko              |                                  | - Dánsko má velvyslanectví v Madridu. - Španělsko má velvyslanectví v Kodani. - Obě země jsou řádnými členy Evropské unie a NATO. |
| Estonsko            |                                  | - Estonsko má velvyslanectví v Madridu. - Španělsko má velvyslanectví v Tallinnu. - Obě země jsou řádnými členy Evropské unie a NATO. |
| Finsko              | 16. srpna 1918                   | - Finsko má velvyslanectví v Madridu. - Španělsko má velvyslanectví v Helsinkách. - Obě země jsou řádnými členy Evropské unie. - Španělsko podporuje členství Finska v NATO. |
| Francie             |                                  | - Francie má velvyslanectví v Madridu a generální konzuláty v Barceloně, Bilbau a Seville. - Španělsko má velvyslanectví v Paříži a generální konzuláty v Bayonne, Bordeaux, Lyonu, Montpellier, Marseille, Pau, Perpignanu, Štrasburku a Toulouse. - Obě země jsou řádnými členy Evropské unie a NATO. |
| Chorvatsko          | 9. března 1992                   | - Chorvatsko má velvyslanectví v Madridu. - Španělsko má velvyslanectví v Záhřebu. - Chorvatské ministerstvo zahraničních věcí a evropské integrace: seznam bilaterálních smluv se Španělskem Archivováno 19. 7. 2011 na Wayback Machine. - Španělské ministerstvo zahraničních věcí o vztazích s Chorvatskem (španělsky) - Obě země jsou řádnými členy Evropské unie a NATO. |
| Irsko               | 1924                             | - Irsko má velvyslanectví v Madridu. - Španělsko má velvyslanectví v Dublinu. - Obě země jsou řádnými členy Evropské unie. |
| Island              |                                  | - Island má velvyslanectví pro Španělsko v Paříži ve Francii. - Španělsko má velvyslanectví pro Island v Oslu v Norsku a honorární konzulát v Reykjavíku. - Obě země jsou řádnými členy NATO. |
| Itálie              |                                  | Obě země navázaly diplomatické styky po sjednocení Itálie. Vztahy mezi Itálií a Španělskem zůstaly silné a přátelské po celá staletí díky různým politickým, kulturním a historickým spojitostem mezi těmito dvěma národy. V raném novověku se jižní a ostrovní Itálie dostala pod španělskou kontrolu, dříve byla doménou Aragonské koruny. Toto prodloužené období cizí nadvlády zanechalo výrazné vlivy v moderních jihoitalských dialektech. Během španělské občanské války, Corpo Truppe Volontarie, fašistická expediční síla z Itálie, podporovala nacionalistické síly vedené Franciscem Francem. Odhaduje se, že ve válce bojovalo kolem 75 000 Italů. - Itálie má velvyslanectví v Madridu a generální konzulát v Barceloně. - Španělsko má velvyslanectví v Římě a generální konzuláty v Janově, Miláně a Neapoli. - Obě země jsou řádnými členy Evropské unie, NATO a Unie pro Středomoří. |
| Kypr                |                                  | - Kypr má velvyslanectví v Madridu. - Španělsko má velvyslanectví v Nikósii. - Obě země jsou řádnými členy Evropské unie a Unie pro Středomoří. |
| Litva               |                                  | - Litva má velvyslanectví v Madridu. - Španělsko má velvyslanectví ve Vilniusu. - Obě země jsou řádnými členy Evropské unie a NATO. |
| Lotyšsko            |                                  | - Lotyšsko má velvyslanectví v Madridu. - Španělsko má velvyslanectví v Rize. - Obě země jsou řádnými členy Evropské unie a NATO. |
| Lucembursko         |                                  | - Lucembursko má velvyslanectví v Madridu. - Španělsko má velvyslanectví v Lucemburku. - Obě země jsou řádnými členy Evropské unie a NATO. |
| Maďarsko            |                                  | - Maďarsko má velvyslanectví v Madridu a generální konzulát v Barceloně. - Španělsko má velvyslanectví v Budapešti. - Obě země jsou řádnými členy Evropské unie a NATO. |
| Malta               | 1977                             | - Malta má velvyslanectví v Madridu. - Španělsko má velvyslanectví ve Vallettě. - Obě země jsou řádnými členy Evropské unie a Unie pro Středomoří. |
| Moldavsko           | 30. ledna 1992                   | - Moldavsko má velvyslanectví v Madridu. - Španělsko má velvyslanectví pro Moldavsko v Bukurešti v Rumunsku. - V roce 2008 španělská vláda uvedla, že v zemi legálně pracuje 12 582 moldavských občanů. Španělsko je významným investorem v Moldavsku prostřednictvím spolenosti Unión Fenosa, která vlastní tři z pěti moldavských energetických distribučních společností. |
| Monako              |                                  | - Monako má velvyslanectví v Madridu. - Španělsko má velvyslanectví pro Monako v Paříži ve Francii. |
| Německo             |                                  | - Německo má velvyslanectví v Madridu a generální konzuláty v Barceloně a Seville. - Španělsko má velvyslanectví v Berlíně a generální konzuláty v Düsseldorfu, Frankfurtu, Hamburku, Hannoveru, Mnichově a Stuttgartu. - Obě země jsou řádnými členy Evropské unie a NATO. |
| Nizozemsko          |                                  | - Nizozemsko má velvyslanectví v Madridu. - Španělsko má velvyslanectví v Haagu. - Obě země jsou řádnými členy Evropské unie a NATO. |
| Norsko              |                                  | - Norsko má velvyslanectví v Madridu. - Španělsko má velvyslanectví v Oslu. - Obě země jsou řádnými členy NATO. |
| Polsko              |                                  | - Polsko má velvyslanectví v Madridu a generální konzulát v Barceloně. - Španělsko má velvyslanectví ve Varšavě. - Obě země jsou řádnými členy Evropské unie a NATO. |
| Portugalsko         |                                  | Jindřich Portugalský, vládl až do své smrti (31. ledna 1580). Postrádal dědice a jeho smrt vyvolala nástupnickou krizi, kdy hlavními uchazeči o trůn byli Filip II. Španělský a Antonín, převor z Crata. Po španělském vítězství ve válce o portugalské dědictví byl Filip Španělský v roce 1581 korunován portugalským králem, čímž byla založena personální unie mezi těmito dvěma národy známá jako Iberská unie, která způsobila úpadek Portugalské říše. Iberská unie trvala téměř šedesát let až do roku 1640. Vztahy mezi Portugalskem a Španělskem jsou dobré. Spolupracují v boji proti obchodu s drogami a při řešení lesních požárů (běžné například na Pyrenejském poloostrově v létě). Tyto úzké vztahy usnadňují podobné vlády: vláda konzervativního španělského premiéra José Maríi Aznara se shodovala s vládou rovněž konzervativního Josého Manuela Durão Barrosa v Portugalsku; José Luis Rodríguez Zapatero ze Španělska i José Sócrates z Portugalska byli socialisté. Portugalsko také vznáší nárok na sporné území Olivenza na portugalsko-španělské hranici. - Portugalsko má velvyslanectví v Madridu, generální konzuláty v Barceloně a Seville a vicekonzulát ve Vigu. - Španělsko má velvyslanectví v Lisabonu a generální konzulát v Portu. - Obě země jsou řádnými členy Evropské unie, NATO a Unie pro Středomoří. |
| Rakousko            |                                  | - Rakousko má velvyslanectví v Madridu. - Španělsko má velvyslanectví ve Vídni. - Obě země jsou plnoprávnými členy Evropské unie. |
| Rumunsko            | 5. ledna 1967                    | - Obě země obnovily diplomatické styky 5. ledna 1967; 21 let poté, co byly přerušeny. - Rumunsko má velvyslanectví v Madridu a generální konzuláty v Barceloně, Bilbau a Seville. - Španělsko má velvyslanectví v Bukurešti. - Obě země jsou řádnými členy Evropské unie, NATO a Latinské unie. - Ve Španělsku žije kolem 730 000 lidí rumunského původu. |
| Rusko               | 1520                             | - Rusko má velvyslanectví v Madridu a generální konzulát v Barceloně. - Španělsko má velvyslanectví v Moskvě a generální konzulát v Petrohradu. |
| Řecko               |                                  | Obě země silně spolupracují na problému nelegální migrace. Potřeba efektivní konfrontace s nelegálními migračními tlaky na oba státy v oblasti Středozemního moře vedla k úzké spolupráci jak bilaterálně, tak v rámci Evropské unie. - Řecko má velvyslanectví v Madridu a 9 honorárních konzulátů v Barceloně, Bilbau, Huelvě, La Coruñe, Las Palmas de Gran Canaria, Málaze, Palma de Mallorce, Seville a Valencii. - Španělsko má velvyslanectví v Athénách a honorární konzulát v Soluni. - Obě země jsou řádnými členy Evropské unie, NATO a Unie pro Středomoří. |
| Severní Makedonie   |                                  | - Severní Makedonie má velvyslanectví v Madridu. - Španělsko má velvyslanectví ve Skopje. - Obě země jsou řádnými členy NATO. |
| Slovensko           |                                  | - Slovensko má velvyslanectví v Madridu. - Španělsko má velvyslanectví v Bratislavě. - Obě země jsou řádnými členy Evropské unie a NATO. |
| Slovinsko           |                                  | - Slovinsko má velvyslanectví v Madridu. - Španělsko má velvyslanectví v Lublani. - Obě země jsou řádnými členy Evropské unie a NATO. |
| Spojené království  |                                  | Sčítání lidu ve Spojeném království v roce 2001 ukázalo, že v zemi žije 54 482 lidí narozených ve Španělsku. Pro srovnání, odhaduje se, že ve Španělsku žije 100 000 Britů. - Španělsko má velvyslanectví v Londýně a generální konzulát v Edinburghu. - Spojené království má velvyslanectví v Madridu a generální konzulát v Barceloně. - Obě země jsou řádnými členy NATO. |
| Srbsko              | 14. října 1916                   | - Ve světle jednostranného vyhlášení nezávislosti kosovskými orgány v únoru 2008 se Španělsko stalo neochvějným zastáncem suverenity a územní celistvosti Srbska a díky tomu jejich vztahy v posledních letech prosperovaly. - Srbsko má velvyslanectví v Madridu. - Španělsko má velvyslanectví v Bělehradě. - Srbsko je kandidátem EU a Španělsko je členem EU. - Španělské ministerstvo zahraničních vztahů o vztazích se Srbskem (španělsky) |
| Švédsko             |                                  | - Španělsko má velvyslanectví ve Stockholmu. - Švédsko má velvyslanectví v Madridu. - Obě země jsou řádnými členy Evropské unie. - Španělsko podporuje členství Švédska v NATO. |
| Švýcarsko           |                                  | - Španělsko má velvyslanectví v Bernu. - Švýcarsko má velvyslanectví v Madridu a generální konzulát v Barceloně. |
| Ukrajina            | 30. ledna 1992                   | - Španělsko uznalo nezávislost Ukrajiny v roce 1991. - Španělsko má velvyslanectví v Kyjevě. - Ukrajina má velvyslanectví v Madridu a generální konzulát v Barceloně a konzulát v Málaze. - Obě země jsou řádnými členy Rady Evropy. Od roku 1991 mnoho Ukrajinců emigrovalo do Španělska za prací. - Španělské ministerstvo zahraničních věcí o vztazích s Ukrajinou (španělsky) |
| Vatikán             | 1530                             | - Svatý stolec má nunciaturu v Madridu. - Španělsko má velvyslanectví u Svatého stolce se sídlem v Římě. |

### Oceánie
| Stát                | Datum zahájení formálních vztahů | Poznámky |
| ------------------- | -------------------------------- | --- |
| Austrálie           | 26. října 1967                   | - Austrálie má velvyslanectví v Madridu. - Španělsko má velvyslanectví v Canbeře a generální konzuláty v Melbourne a Sydney. |
| Fidži               |                                  | - Fidži má velvyslanectví pro Španělsko v Bruselu v Belgii. - Španělsko má velvyslanectví pro Fidži ve Wellingtonu na Novém Zélandu.                                                                                            |
| Kiribati            |                                  | |
| Marshallovy ostrovy |                                  | Marshallovy ostrovy byly kdysi součástí Španělské Východní Indie. - Marshallovy ostrovy nemají velvyslanectví pro Španělsko. - Španělsko má velvyslanectví pro Marshallovy ostrovy v Manile na Filipínách.                      |
| Mikronésie          |                                  | Federální státy Mikronésie byly kdysi součástí Španělské Východní Indie. - Federální státy Mikronésie nemají velvyslanectví pro Španělsko. - Španělsko má velvyslanectví pro Federální státy Mikronésie v Manile na Filipínách. |
| Nový Zéland         | 28. března 1969                  | - Nový Zéland má velvyslanectví v Madridu. - Španělsko má velvyslanectví ve Wellingtonu. |
| Palau               |                                  | Palau bylo kdysi součástí Španělské Východní Indie. - Palau nemá velvyslanectví pro Španělsko. - Španělsko má velvyslanectví pro Palau v Manile na Filipínách.                                                                  |
| Papua Nová Guinea   |                                  | - Papua Nová Guinea má velvyslanectví pro Španělsko v Bruselu v Belgii. - Španělsko má velvyslanectví pro Papuu Novou Guineu v Canbeře v Austrálii.                                                                             |
| Samoa               | 5. listopadu 1980                | - Samoa má velvyslanectví pro Španělsko v Bruselu v Belgii. - Španělsko má velvyslanectví pro Samou ve Wellingtonu na Novém Zélandu.                                                                                            |
| Šalomounovy ostrovy |                                  | |
| Tonga               |                                  | - Španělsko má velvyslanectví pro Tongu ve Wellingtonu na Novém Zélandu. - Tonga nemá velvyslanectví pro Španělsko. |